# HD118583
HD118583 — хімічно пекулярна зоря спектрального класу A1, що має видиму зоряну величину в смузі V приблизно  8,7.
Вона  розташована на відстані близько 523,5 світлових років від Сонця.